# Ordine della Bandiera Rossa del Lavoro (Cecoslovacchia)
L'Ordine della Bandiera Rossa del Lavoro è stato una decorazione della Cecoslovacchia.

## Storia
L'Ordine è stato fondato il 4 maggio 1955 per premiare chi abbia favorito risultati conseguiti nella costruzione dell socialismo in Cecoslovacchia, e per suoi anni di lavoro esemplare nella professione.

## Insegne
- L'insegna era un ingranaggio posto sopra a delle spighe. Dall'ingranaggio spunta un'asta con una bandiera smaltata di rosso. Sopra alla bandiera vi era una stella a cinque punte smaltata di rosso. Sul rovescio vi era, fino al 1960, lo stemma nazionale e in seguito la bandiera nazionale.
- Il nastro era azzurro con al centro una striscia blu e bordi rossi e bianchi.